# Corscia
Corscia [kɔʁʃ(j)a] est une commune française située dans la circonscription départementale de la Haute-Corse et le territoire de la collectivité de Corse. Le village appartient à la piève de Niolo.

## Géographie

### Situation
Corscia est une commune du Niolo, dans le centre du canton de Niolu-Omessa, et dans le parc naturel régional de Corse dont elle est adhérente dans le « territoire de vie » appelé Niolu.

### Géologie et relief

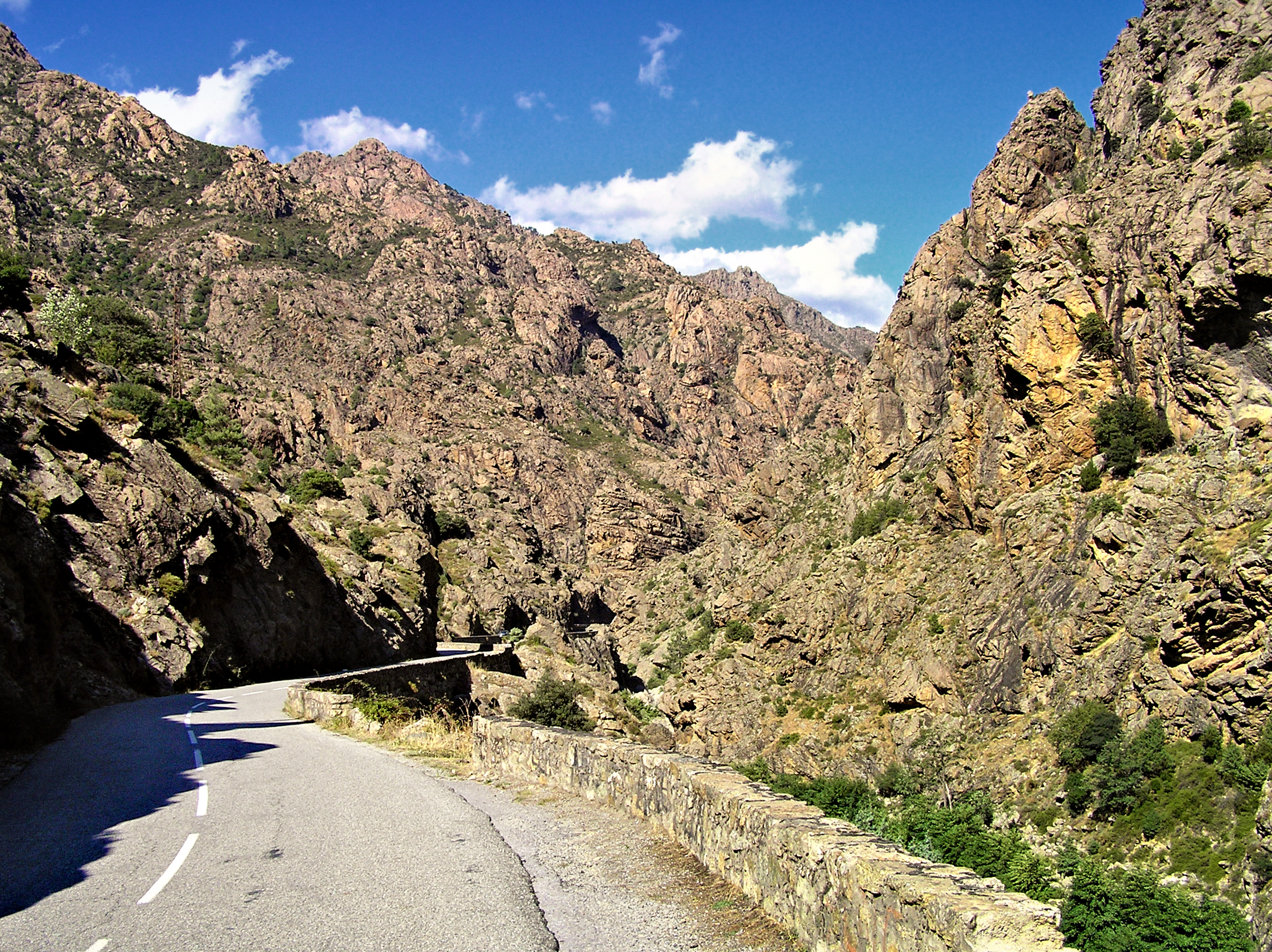
Scala di Santa Regina.

La commune se situe dans la Corse Hercynienne ancienne (ou occidentale) couvrant les 2/3 sud-ouest de l’île. Son sol est composé de granites et roches volcaniques, une association magmatique à caractère alcalin d’âge Permien (entre -280 et -240 Ma) qui se caractérise par des appareils volcano-plutoniques (complexes annulaires) comme le massif du Monte Cinto.
Son territoire est ceinturé par de hautes montagnes au travers desquelles s'écoule le Golo dans les gorges sauvages de la Scala di Santa Regina. 
- Le versant occidental est une cuvette dominée au nord par une ligne de crête comprenant deux des plus hauts sommets de Corse, Capu a u Verdatu (2 583 m) et Capu Biancu (2 562 m), et quatre lacs dont le plus important est le lac Maiò. Sous cette ligne de crête qui sépare Corscia d'Asco et va de Capu a u Verdatu jusqu'à Bocca Meria (1 945 m) à l'est, naissent de nombreux ruisseaux qui convergent dans le ruisseau de Ruda lequel se jette dans le Golo en aval du pont di l'Accia (537 m) dans la Scala di Santa Regina. À l'ouest, sur près de trois kilomètres, la rive droite du ruisseau d'Erco délimite son territoire avec ceux de Lozzi et de Calacuccia. Au sud, à l'adret, se trouvent les lieux habités de la commune : le village et tous ses hameaux.
- Le versant oriental se situe sur la rive droite du Golo, depuis Cuccia jusqu'à la sortie du défilé de la Scala di Santa Regina. Cette autre partie du territoire est également dominée par une ligne de crête, ne dépassant pas toutefois les 2 000 m, le plus haut sommet étant le Pinerole (1 951 m), sommet « à cheval » à la fois sur Corte, Castirla et Corscia.

Une passerelle sur le Golo, située à une altitude de 633 m à l'entrée des gorges, relie les deux rives et donne l'accès par un sentier à la forêt communale de Corscia.

### Hydrographie

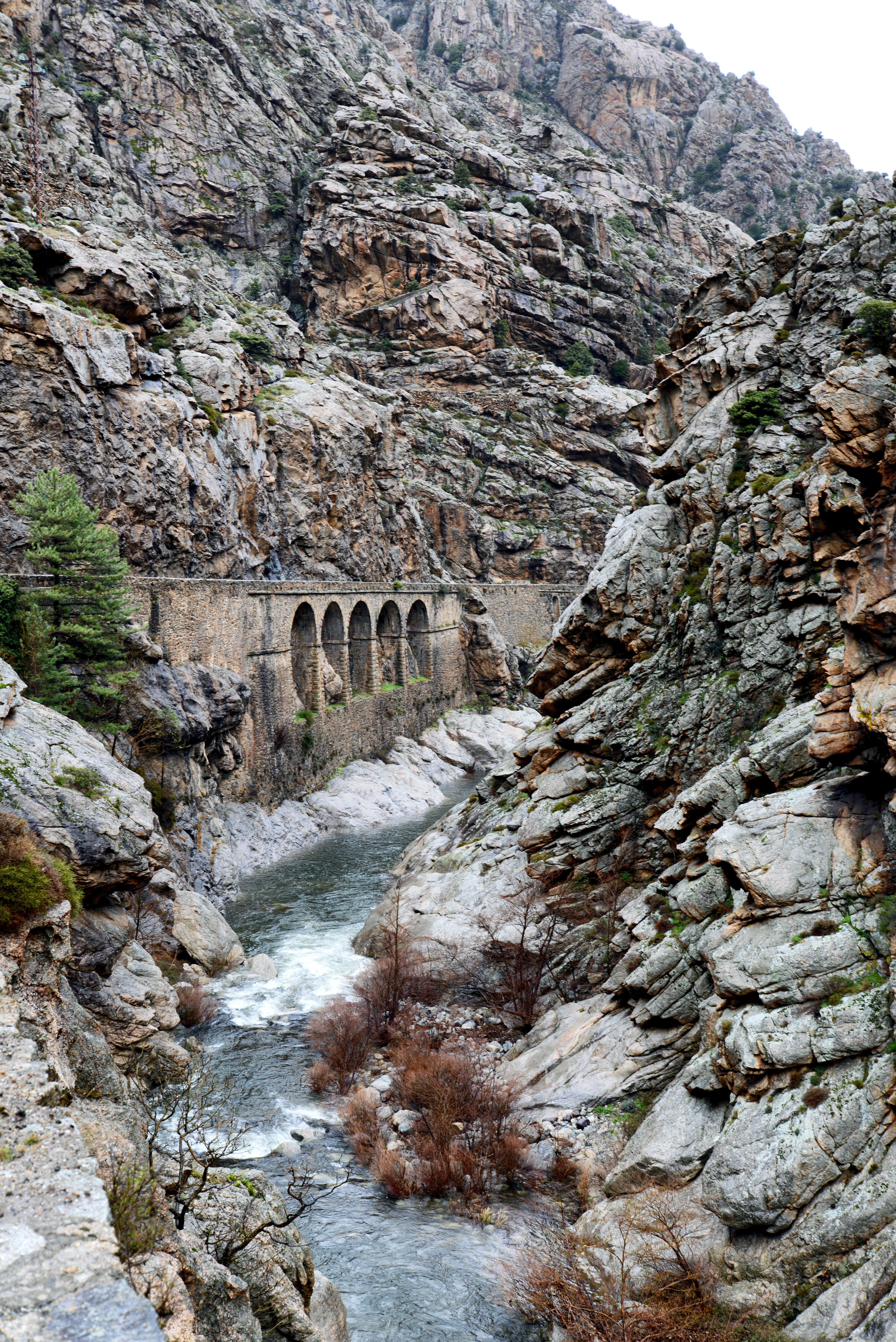
Le Golo dans la Scala.

Le Golo est le principal cours d'eau. Il traverse le territoire communal d'ouest en est, depuis son point de confluence avec le ruisseau d'Erco jusqu'au lieu-dit Soia sur la commune de Castirla. Au cours de cette traversée il reçoit les eaux de plusieurs cours d'eau parmi lesquels les plus importants sont les ruisseau d'Erco (RG), ruisseau de Pruniccia (RD), ruisseau de Cruma (RG), ruisseau de Ruda (RG), ruisseau de Falconaia (RG) et ruisseau de Ficaiola (RG).

### Climat et végétation
Son territoire représente une superficie de 5 899 ha dont 1 232 de bois. 

Au nord, les flancs de la montagne sont couverts par le bois de Liccioghia, une hêtraie faisant partie de la forêt communale de Corscia que l'on se retrouve également au sud, dominant les gorges de la Scala di Santa Regina. 
À l'extrême sud, Corscia partage la forêt territoirale de Melo avec Corte et Calacuccia.
Les gorges du Golo sont un très long ravin sauvage, un corridor de roches de granite rouge, de rocaille et de caillasse. La végétation y est rare, représentée essentiellement par des genévriers cades qui poussent sur les parois rocheuses. Les bords du fleuve sont peuplés d'aulnes et de quelques pins maritimes.

### Voies de communication et transports

#### Accès routiers

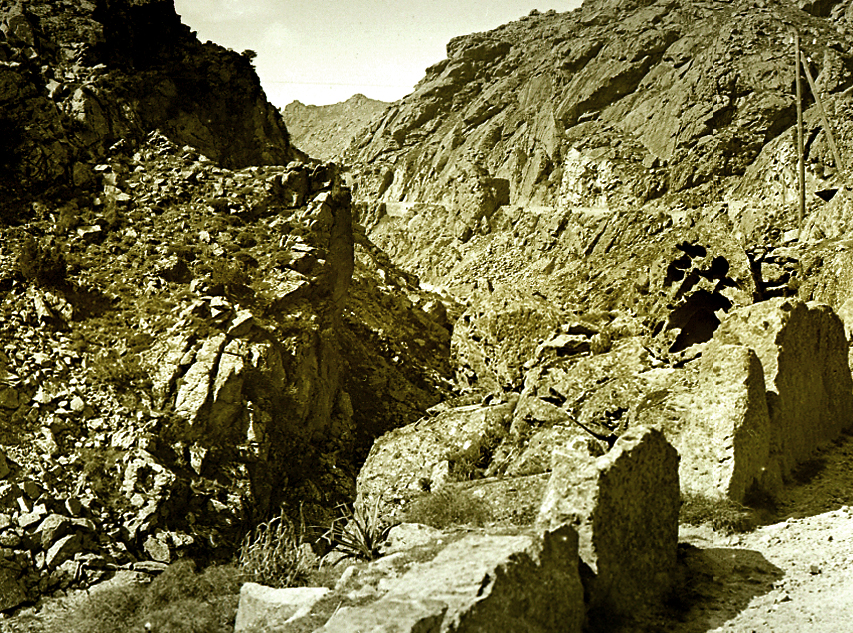
Scala di Santa Regina au début du XXe siècle.

Le Niolo était une microrégion difficile d'accès. C'est en 1853 que sont entrepris les travaux de la route forestière no 9 de Porto à Francardo pour la désenclaver et faciliter la communication du canton de Calacuccia (ex-piève de Niolo) à l'intérieur de l'île avec les zones littorales. Les travaux entrepris sont considérés comme terminés en 1896. Sa construction a nécessité la réalisation de parapets, la reconstruction de trois ponts et la dotation de plusieurs maisons cantonnières.
Longue de 80 km, elle relie la tour de Porto à Francardo sur la route territoriale 20 Ajaccio-Bastia (ex-RN 193), traversant Évisa, Calacuccia, Ponte-Castirla sur le Golo, et franchissant la forêt d'Aïtone, le col du Vergio (1 464 m) et la Scala di Santa Regina.
Devenue aujourd'hui la route D 84, elle demeure la seule voie qui traverse le Niolo et qui dessert toutes les communes de la microrégion. Reliant la RT 20 à l'est depuis Francardo Omessa) à la D 81 à l'ouest à Porto Ota, la D 84 est une route qui passe par de remarquables sites touristiques : le célèbre défilé de la Scala di Santa Regina à l'est, par le col de Vergio (1 477 m - Albertacce) au centre et les remarquables gorges de la Spelunca (Marignana) à l'ouest.

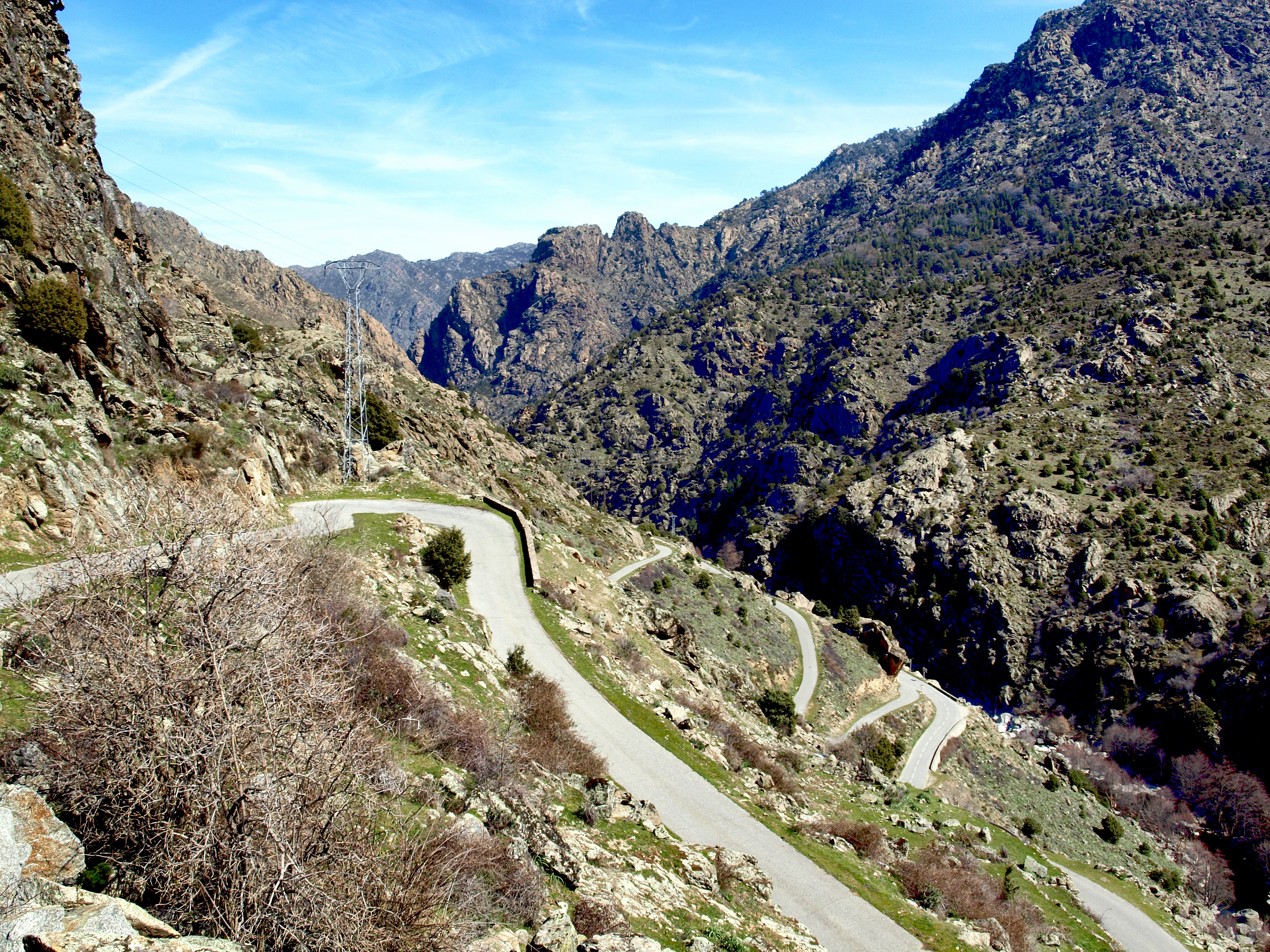
La route D 718 menant au village depuis la Scala di Santa Regina.

Pour arriver au village même, deux petites routes départementales y mènent à partir de la D 84 :
- la D 618. Sa jonction avec la D 84 se situe peu au nord du hameau de Cuccia, au pont sur le ruisseau d'Erco (716 m) ;
- la D 718 s'emprunte au début de la Scala di Santa Regina pour gagner le hameau de Pruno 120 mètres plus haut.

#### Transports
Le village, loin de toute infrastructure ferroviaire, portuaire ou aéroportuaire, n'est desservi par aucun transport en commun.  Il est distant, par route, de :
- 59 km de l'aéroport de Bastia Poretta,
- 90 km de l'aéroport de Calvi-Sainte-Catherine,
- 102 km de l'aéroport d'Ajaccio-Napoléon-Bonaparte,
- 69 km du port de commerce de L'Île-Rousse,
- 78 km du port de commerce d'Bastia,
- 104 km du port de commerce d'Ajaccio.

La gare la plus proche est celle de Francardo, distante de 20 km.

## Urbanisme

### Typologie
Au 1er janvier 2024, Corscia est catégorisée commune rurale à habitat dispersé, selon la nouvelle grille communale de densité à sept niveaux définie par l'Insee en 2022.
Elle est située hors unité urbaine et hors attraction des villes,.

### Occupation des sols
L'occupation des sols de la commune, telle qu'elle ressort de la base de données européenne d’occupation biophysique des sols Corine Land Cover (CLC), est marquée par l'importance des forêts et milieux semi-naturels (99,6 % en 2018), une proportion identique à celle de 1990 (99,5 %). La répartition détaillée en 2018 est la suivante : 
milieux à végétation arbustive et/ou herbacée (40,2 %), espaces ouverts, sans ou avec peu de végétation (38,8 %), forêts (20,6 %), zones urbanisées (0,4 %). L'évolution de l’occupation des sols de la commune et de ses infrastructures peut être observée sur les différentes représentations cartographiques du territoire : la carte de Cassini (XVIIIe siècle), la carte d'état-major (1820-1866) et les cartes ou photos aériennes de l'IGN pour la période actuelle (1950 à aujourd'hui).

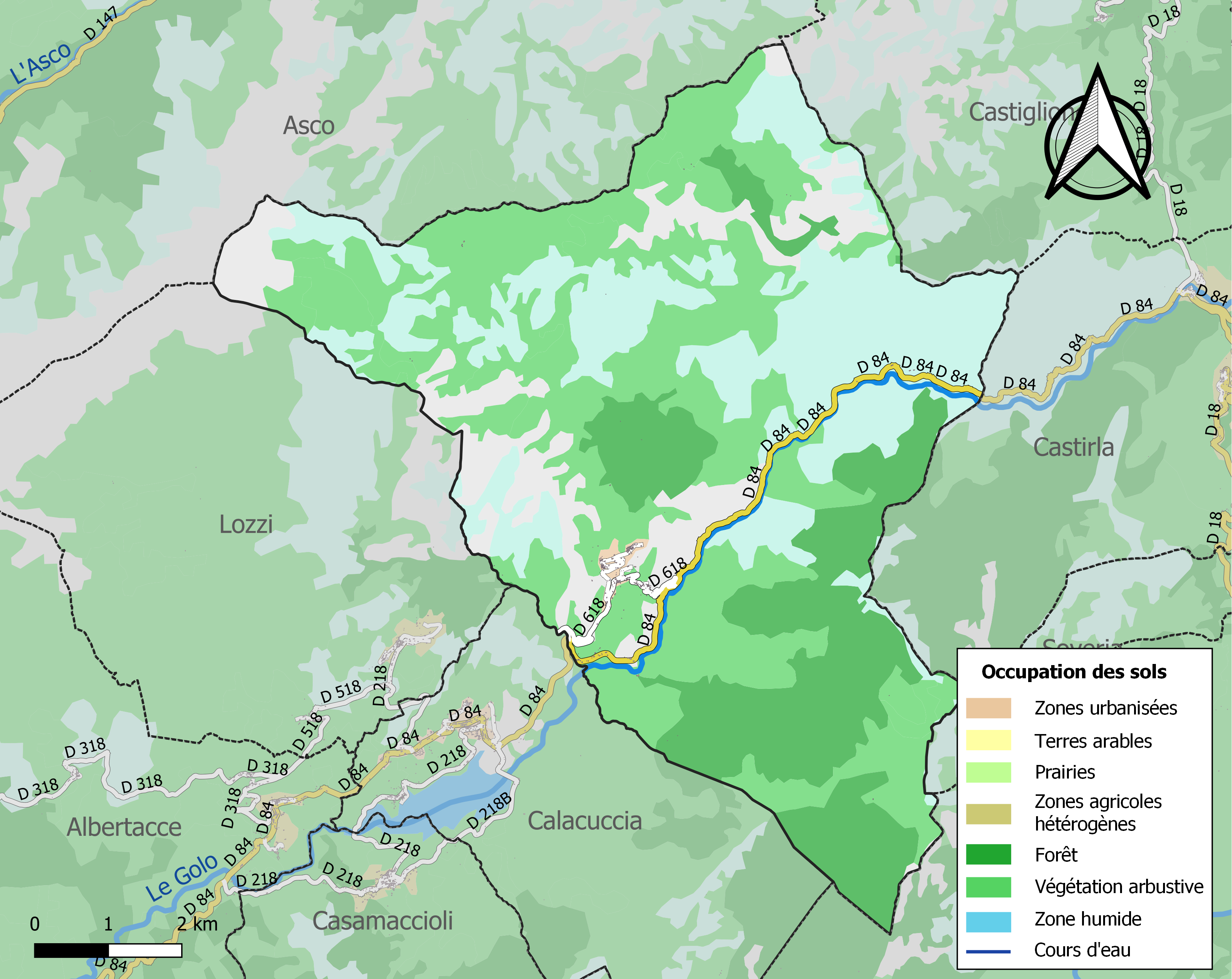
Carte des infrastructures et de l'occupation des sols de la commune en 2018 (CLC).

## Urbanisation
Corscia est située à 5 km au nord-est de Calacuccia à 840 m d'altitude.
Le village est composé de plusieurs hameaux, tous situés entre 800 et 900 mètres, et de Cuccia qui est hors du village :
Costa et Cavallaracce
Ce sont les deux hameaux septentrionaux. Ils constituent le cœur du village de Corscia. La mairie se trouve à Cavallaracce. Entre les deux hameaux, se trouvent l'église paroissiale San Salvadore et le cimetière à Costa qui se distingue de Costa Sottana. Ils sont desservis par la route D 618 qui se termine en cul-de-sac à Costa. Deux gîtes d'étapes existent à Cavallaracce qui est traversé par le sentier de grande randonnée L'Île-Rousse - Corte, mais qui est aussi le départ/arrivée du sentier de la Scala di Santa Regina.
Pantanacce
Il se situe au sud-ouest du village. Isolée au sud du hameau, se dresse la chapelle Saint-Pancrace (San Pancrazio ou San Bancraziu) sur un piton rocheux à 846 m d'altitude. La chapelle surplombe la vallée du Golo.
Nunziata
Nunziata est un peu plus au sud du village.
Pruno, Solaro et Piana
Ils sont situés très proches les uns des autres au sud-est du village et sont d'anciens lieux habités par des bergers. Ils dominent le Golo et la route D 84 qui traverse le défilé de la Scala di Santa Regina. La D 718 route pentue, sinueuse et étroite, a sa jonction avec la D 718 sous le hameau de Pruno.
Cuccia
Cuccia  (E Muline) est un hameau situé plus au sud du village, à 696 m d'altitude, dominant le ruisseau d'Erco près de sa confluence avec le Golo. En limite de la commune de Calacuccia, Cuccia marque l'entrée/sortie de la Scala di Santa Regina, un remarquable défilé creusé par le Golo.

## Toponymie
Le nom corse de la commune est Corscia /ˈkorʃa/.

## Histoire

### Moyen Âge
Le Niolo appartenait aux Amondaschi, seigneurs d'une grande partie de l'En-Deçà-des-Monts. Au XIIe siècle, les Cinarchesi soutenus par les Pisans chassèrent les Amondaschi, et se firent aussi seigneurs du Niolo.
En 1453, Gênes inféode la Corse à l'Office de Saint Georges qui massacre 22 seigneurs de Cinarca hostiles.
 
À la fin du Moyen Âge, en 1503, le Niolo est ravagé par les Génois, les habitants furent chassés de la vallée, leurs maisons rasées et les arbres arrachés.

### Temps modernes

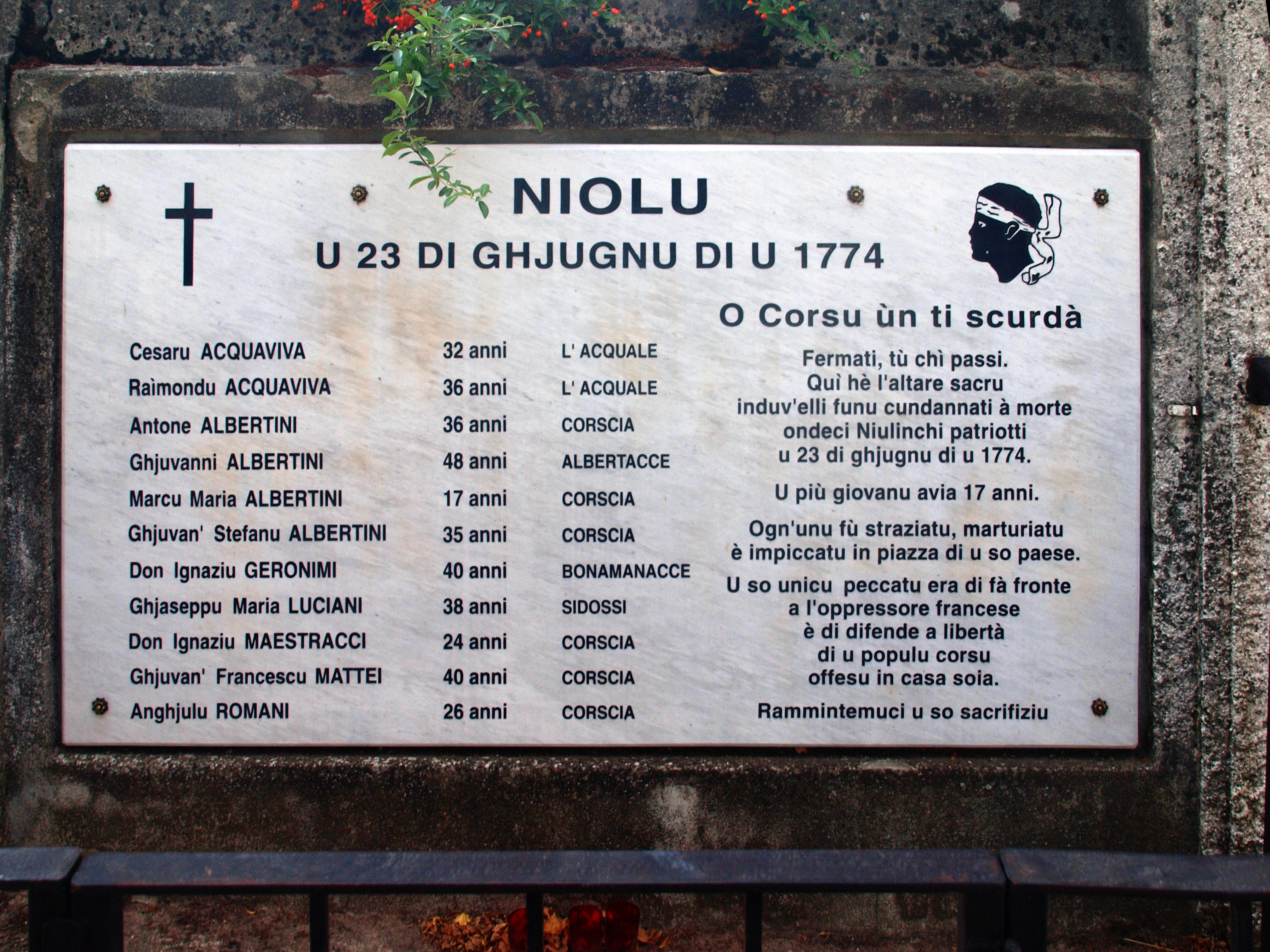
Plaque commémorative de patriotes niolins tués.

Le chant sacré du « Dio vi salvi Regina » fut, de tradition orale, chanté pour la première fois, dans la chapelle San Marcu, par le berger niolin Salvatore (Sauveur) Costa le 25 avril 1720. Que Costa l’ait entonné pour la première fois le 25 avril 1730, c’est ce qui n’est pas absolument exclu, mais à une condition : donner à l’hymne marial du saint napolitain la signification politique et guerrière que les patriotes corses venaient de lui attribuer. 

Ce chant est devenu l'Hymne National de la Corse en 1735.
Au XVIIIe siècle, Corscia a été un foyer insurrectionnel contre l'envahisseur français. Après la défaite des Corses à Ponte-Novo le 9 mai 1769 et le départ de Pascal Paoli pour Londres en juin, il reste encore des paolistes en Corse et en Toscane. Ces derniers dont Nicodèmu Pasqualini débarquent au Cap Corse. En 1774 ils soulèvent les pièves du Niolo, de Talcini et de Vallerustie du centre de l'île. Cette révolte fut réprimée dans le sang par le général Sionville ; le Niolo fut saccagé, tous les arbres furent abattus et brûles, les suspects pendus, des pères de famille et des jeunes, dont un âgé de 17 ans. Cette affaire est connue en Corse comme l'« histoire des pendus du Niolu ». Près de 600 Corses seront envoyés au bagne de Toulon.
Ce village était aussi connu pour avoir donné de nombreux soldats, qui servirent de gardes à Cosme de Médicis, à Pascal Paoli et à sa Sainteté le Pape, avant les gardes Suisses[réf. nécessaire].

### Époque contemporaine
Le 25 août 1996, un Conair Turbo Firecat, Pélican 16 s'écrase près de Costa, tuant le pilote, seul à bord.

## Politique et administration

### Liste des maires
| Période                                  | Période   | Identité              | Étiquette | Qualité                    |
| ---------------------------------------- | --------- | --------------------- | --------- | -------------------------- |
| maire en 1911                            | ?         | NoëlMaestracci        |           |                            |
| 1946                                     | 1954      | Don Ignace Acquaviva  |           |                            |
| mars 2001                                | 2008      | Achille Santucci      |           |                            |
| mars 2008                                | 2014      | Marie-Josée Costa     |           |                            |
| mars 2014                                | mars 2015 | Jean-Paul Luisi       | PRG       | Fonctionnaire, député      |
| mars 2015                                | En cours  | Jean Félix Maestracci |           | Retraité Fonction publique |
| Les données manquantes sont à compléter. |           |                       |           |                            |

## Population et société

### Démographie
L'évolution du nombre d'habitants est connue à travers les recensements de la population effectués dans la commune depuis 1800. Pour les communes de moins de 10 000 habitants, une enquête de recensement portant sur toute la population est réalisée tous les cinq ans, les populations de référence des années intermédiaires étant quant à elles estimées par interpolation ou extrapolation. Pour la commune, le premier recensement exhaustif entrant dans le cadre du nouveau dispositif a été réalisé en 2005.

En 2022, la commune comptait 124 habitants, en évolution de −6,06 % par rapport à 2016 (Haute-Corse : +5,15 %, France hors Mayotte : +2,11 %).
| 1800 | 1806 | 1821 | 1831 | 1836 | 1841 | 1846 | 1851 | 1856 |
| ---- | ---- | ---- | ---- | ---- | ---- | ---- | ---- | ---- |
| 488  | 554  | 513  | 571  | 727  | 740  | 741  | 763  | 837  |

| 1861 | 1866 | 1872 | 1876 | 1881 | 1886 | 1891 | 1896 | 1901 |
| ---- | ---- | ---- | ---- | ---- | ---- | ---- | ---- | ---- |
| 852  | 852  | 966  | 960  | 964  | 956  | 781  | 888  | 984  |

| 1906 | 1911  | 1921 | 1926 | 1931 | 1936 | 1946 | 1954 | 1962 |
| ---- | ----- | ---- | ---- | ---- | ---- | ---- | ---- | ---- |
| 826  | 1 010 | 725  | 799  | 986  | 998  | 971  | 920  | 326  |

| 1968 | 1975 | 1982 | 1990 | 1999 | 2005 | 2006 | 2010 | 2015 |
| ---- | ---- | ---- | ---- | ---- | ---- | ---- | ---- | ---- |
| 290  | 276  | 260  | 156  | 155  | 165  | 161  | 168  | 133  |

| 2020 | 2022 | - | - | - | - | - | - | - |
| ---- | ---- | - | - | - | - | - | - | - |
| 127  | 124  | - | - | - | - | - | - | - |

### Enseignement
Le groupe scolaire (école primaire) le plus proche se trouve à Calacuccia. Le collège Pascal-Paoli de Corte est celui le plus proche, de même que le lycée Pascal-Paoli de Corte.

### Manifestations culturelles et festivités
- 6 août : fête communale.
- 8 septembre : fête avec pèlerinage à la Santa dans la Scala, et foire.

### Santé
Le médecin le plus proche est installé à Calacuccia. Une infirmière se trouve à Albertacce. 
- le Centre hospitalier intercommunal Corte Tattone est à 23 km,
- le Centre hospitalier de Bastia est à 74 km.

### Cultes
L'église paroissiale San Salvadore relève du diocèse d'Ajaccio.

### Sports

#### Randonnées

##### Sentier L'Île-Rousse - Corte
Corscia est traversée par le sentier de grande randonnée L'Île-Rousse - Corte, qui comme son nom l'indique, relie les deux villes en passant par la vallée du Regino, le Giussani, la vallée d'Asco et les gorges du Tavignano via plusieurs chaînes montagneuses perpendiculaires d'ouest en est à l'arête centrale orientée nord-sud de l'île.

##### Autres randonnées
- Corscia est le point de départ de l'ascension très peu fréquentée mais très panoramique du Capu Biancu (2 562 m), avec vue à 360o sur l'ensemble du Niolo, la vallée d'Ascu et bien plus. Passage possible par le col de Serra Piana ou par les lacs du Lancone (lacs de Lancone Suttanu, d'Ochji Neri, de Ghjarghje Rosse, d'altitudes comprises entre 2 150 et 2 180 m) puis le lac Maiò (2 275 m), tous totalement méconnus. Il est parfois possible d'apercevoir des mouflons (muvre en langue corse) près des crêtes. Cette randonnée sans difficultés techniques est très longue (compter 10 à 12 heures) et présente un dénivelé de plus de 1 700 mètres (1 200 m pour les trois lacs du Lancone et 1 300 m pour le lac Maiò) et nécessite donc une bonne condition physique. Possibilité depuis le Capu Biancu de suivre, avec un minimum de prudence, la crête vers le sud-ouest jusqu'au Capu a u Verdatu (2 583 m), ou bien de redescendre sur Ascu par le col de Serra Piana (1 846 m).
- Corscia est une porte d'accès vers le massif des Aiguilles de Popolasca et suggère donc une liaison (en 2 jours pour la plupart des randonneurs) avec Castiglione ou éventuellement même Ascu, avec au passage l'ascension de la Cima a i Mori (2 180 m), culmen du massif. Cela ne concerne toutefois qu'un public sportif et doté de solides qualités d'orientation (celle-ci étant particulièrement hasardeuse à l'approche des aiguilles de Popolasca).

#### Autres sports
- Canyoning. Les ruisseaux de Ruda et de Falconaia sont réputés pour cette activité sportive.
- Escalade. Un site existe à Cuccia

## Économie

### Agriculture

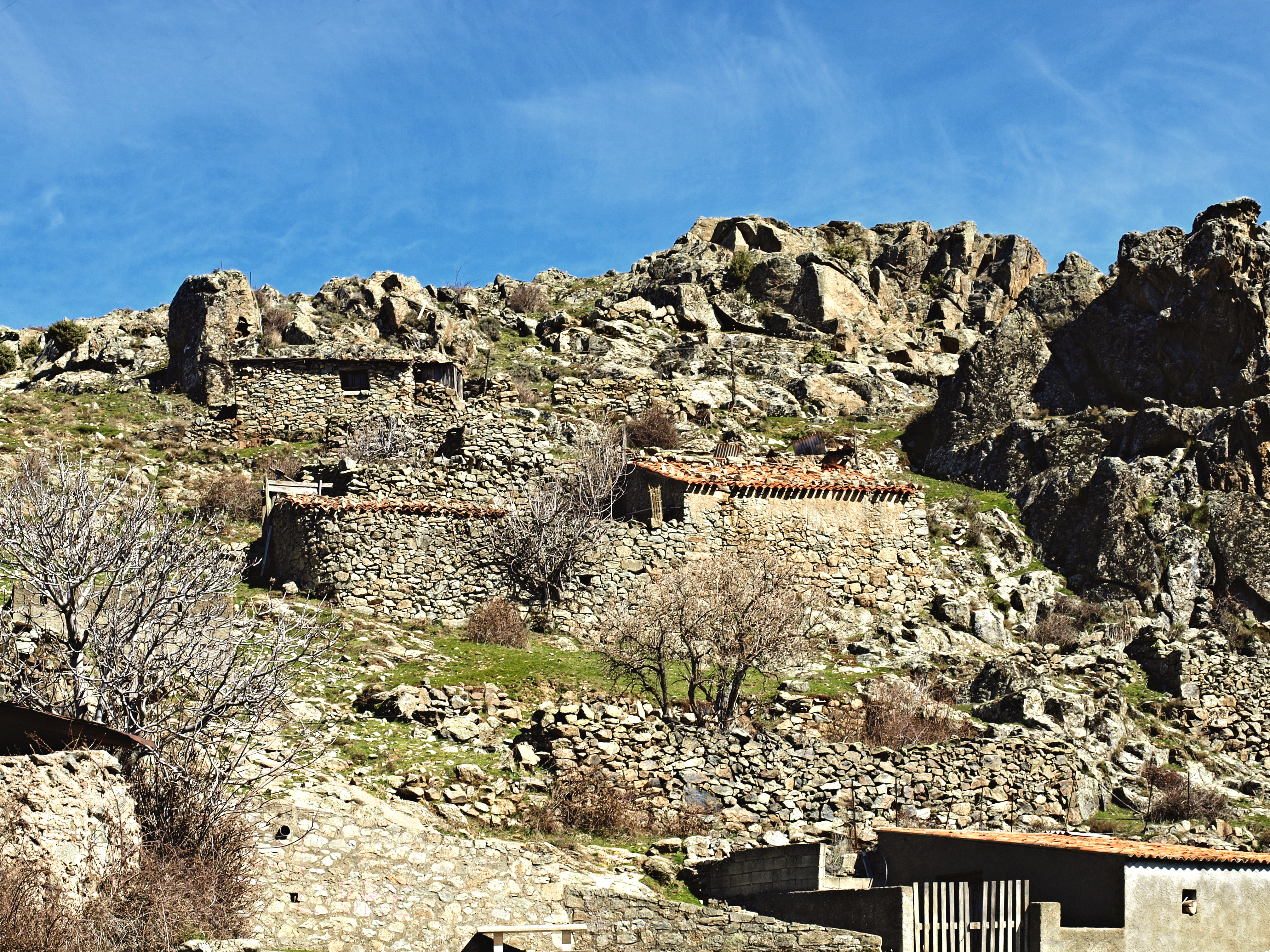
Vieilles bergeries à Pruno.

L'agro-pastoralisme qui apportait la prospérité aux habitants, a de nos jours quasiment disparu. Il subsiste très peu d'éleveurs dans cette commune de bergers. Il y en a encore un installé à Santa Regina. Les vieilles bergeries sont encore bien visibles dans le village.

### Industrie

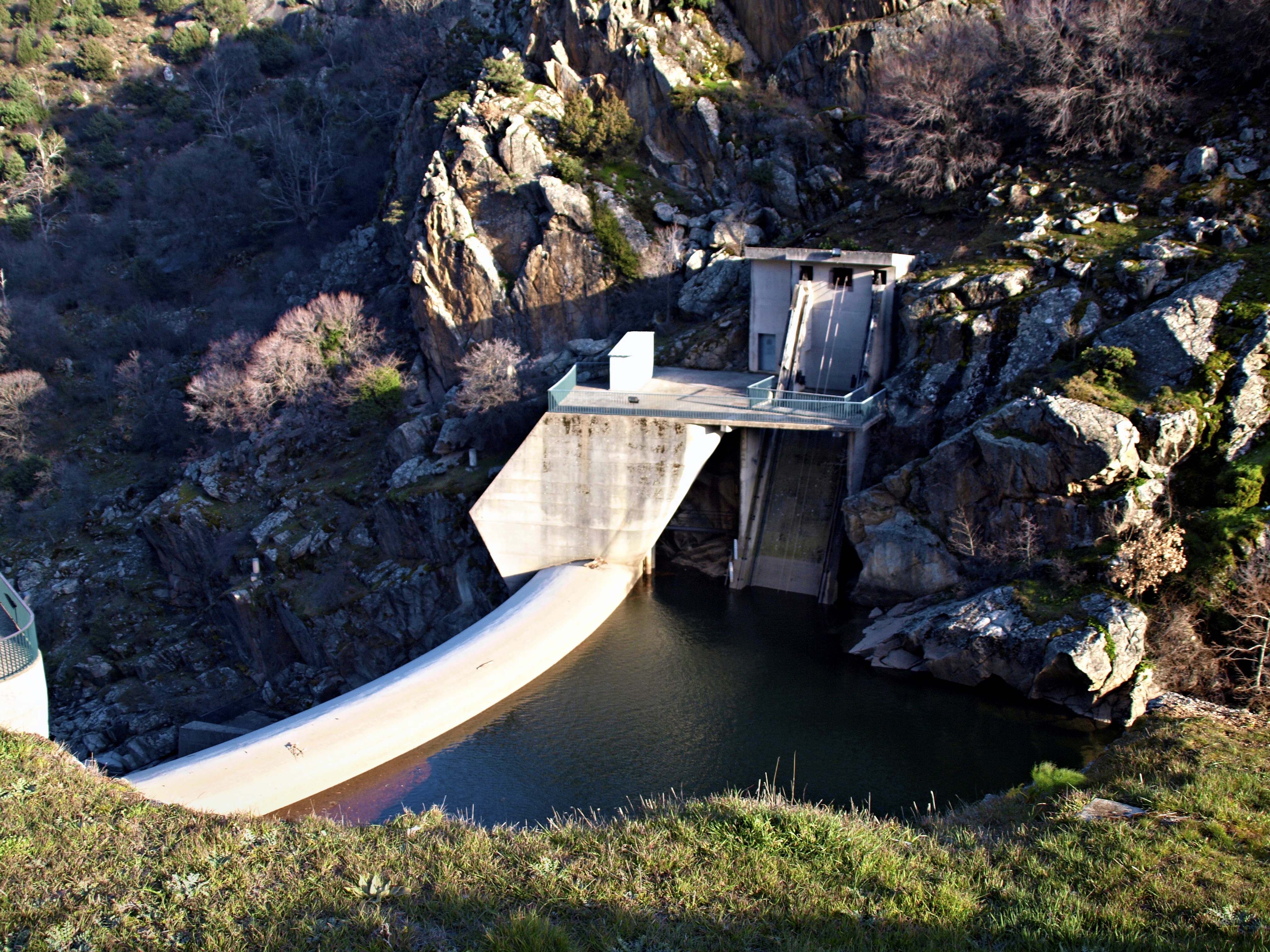
Barrage de Corscia.

Un barrage de 30 m de haut, édifié sur le Golo en 1968 mais de faibles surface et capacité, complète celui de Calacuccia dans l'alimentation de la centrale de Castirla.

### Tourisme
De nos jours le tourisme se développe pour des activités sportives telles que randonnées, canyoning et escalade.

## Culture locale et patrimoine

### Lieux et monuments
- Monument aux morts

#### La Scala di Santa Regina

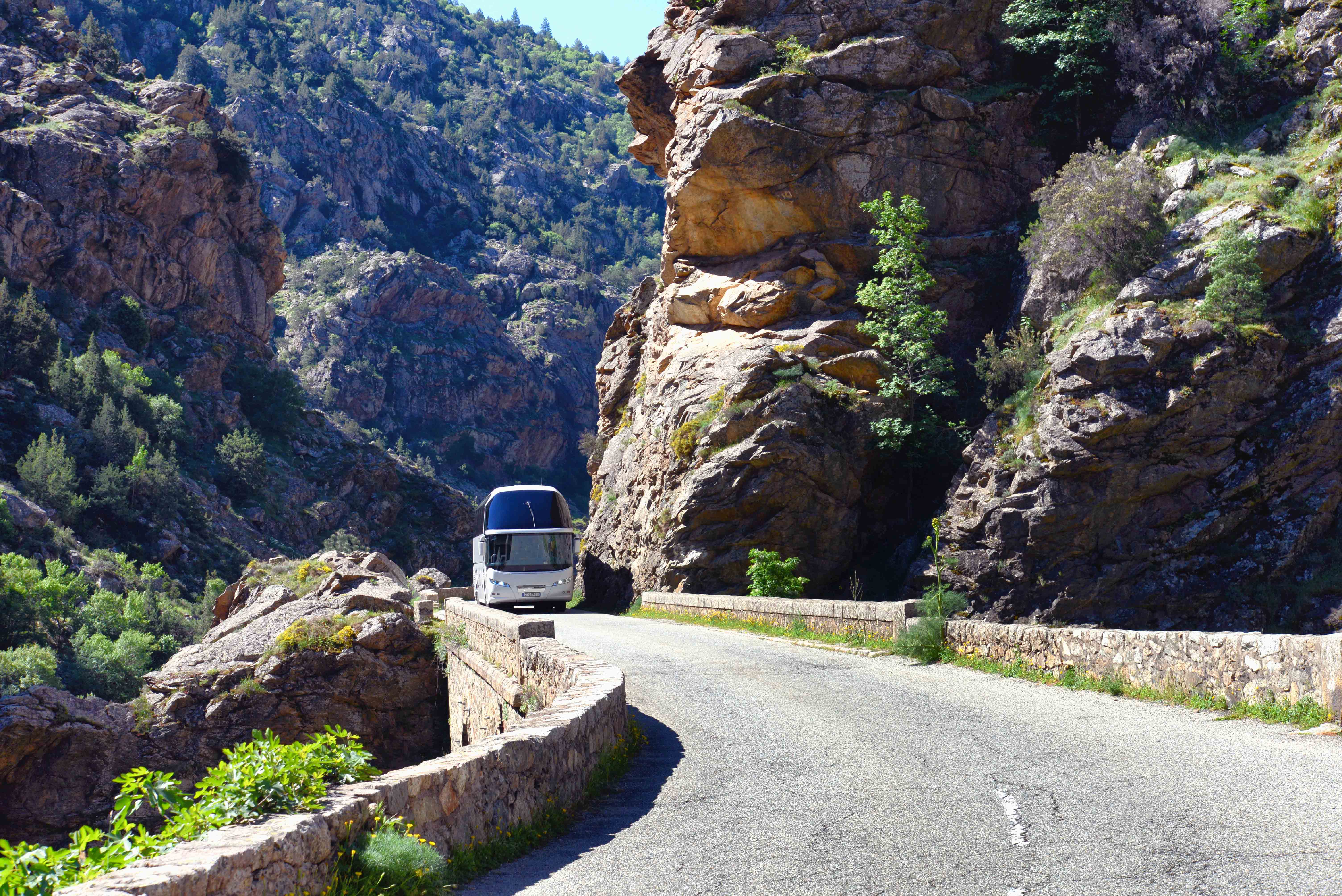
Dans le défilé de la Scala di Santa Regina.

Ce nom est donné aux gorges du Golo dans sa traversée d'un long et remarquable corridor de roches de granite rouge, de rocaille et de caillasse. Elle est depuis des siècles le « sentier de la Scala di Santa Regina », un chemin de la transhumance pour les bergers du Niolo. Depuis la fin du XIXe siècle une route, appelée « Défilé de la Scala di Santa Regina », a été ouverte pour désenclaver la microrégion.

### Patrimoine culturel
De nombreux édifices religieux y sont bâtis. Somptueusement décorés et âgés de plusieurs siècles, ils font partie de la richesse culturelle corse des villages.
Du plus grand au plus petit, ils sont :

#### Église Saint-Sauveur

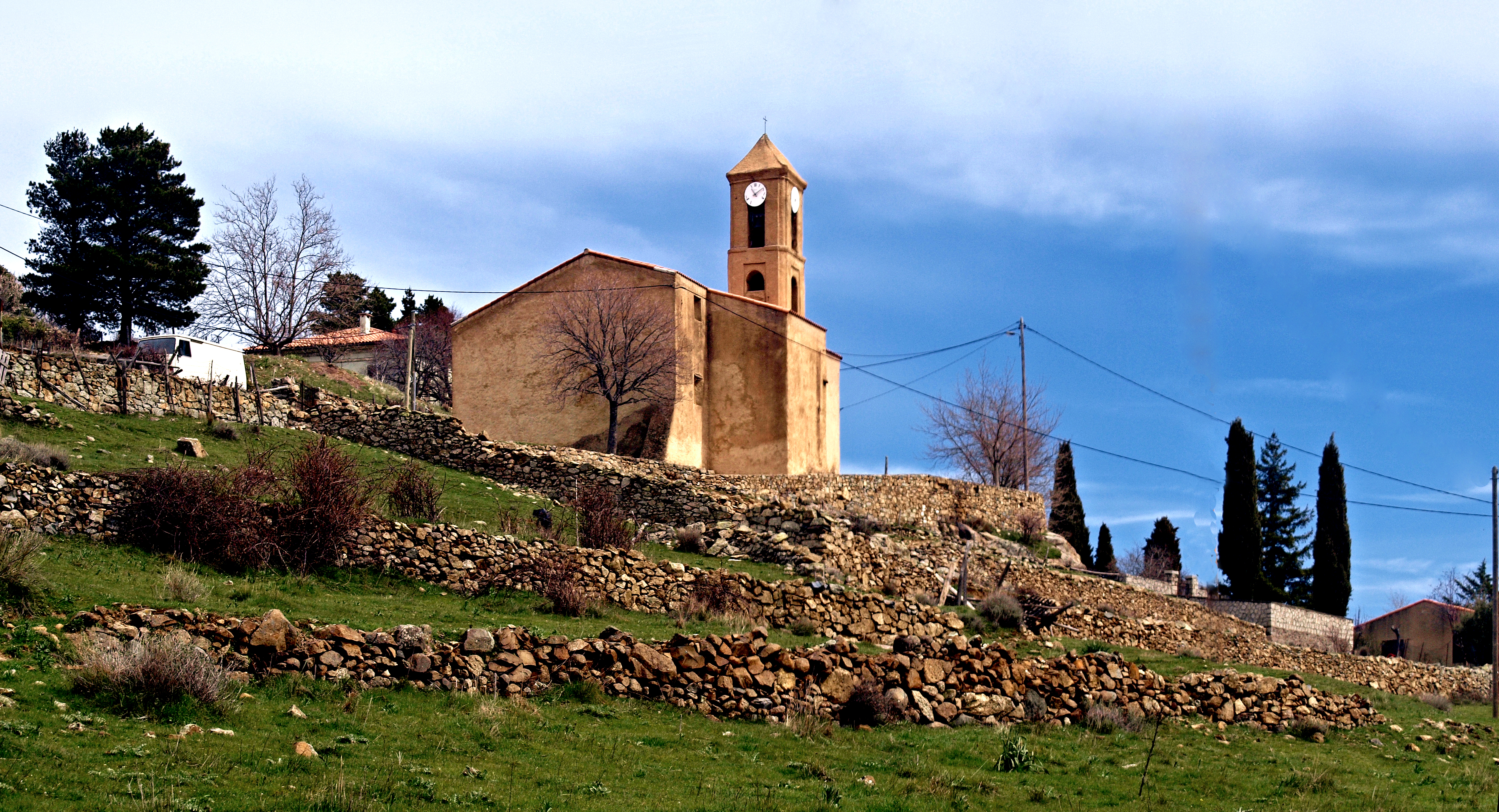
Église Saint-Sauveur.

L'église Saint-Sauveur (San Salvadore), église paroissiale, se trouve au-dessus de la route D 618 à 892 m d'altitude, entre Costa et Cavallaracce. Son clocher est de même architecture que celui des autres églises du Niolo.

#### Chapelle Saint-Pancrace

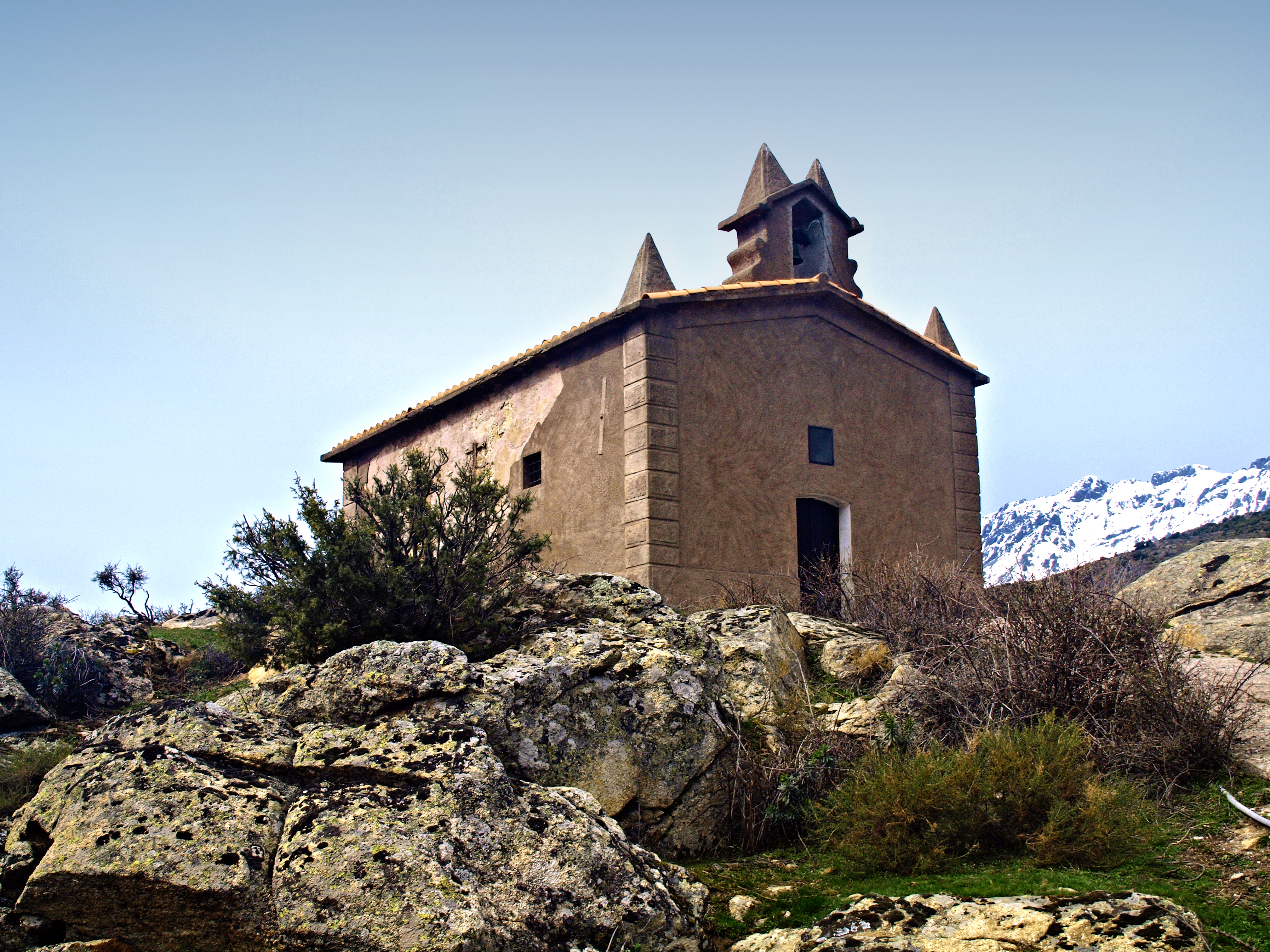
Chapelle Saint-Pancrace.

La chapelle Saint-Pancrace (San Bancraziu) se situe sur un piton rocheux à 846 m d'altitude, en dehors et au sud du village. La chapelle surplombe la vallée du Golo.

#### Oratoire Santa Regina

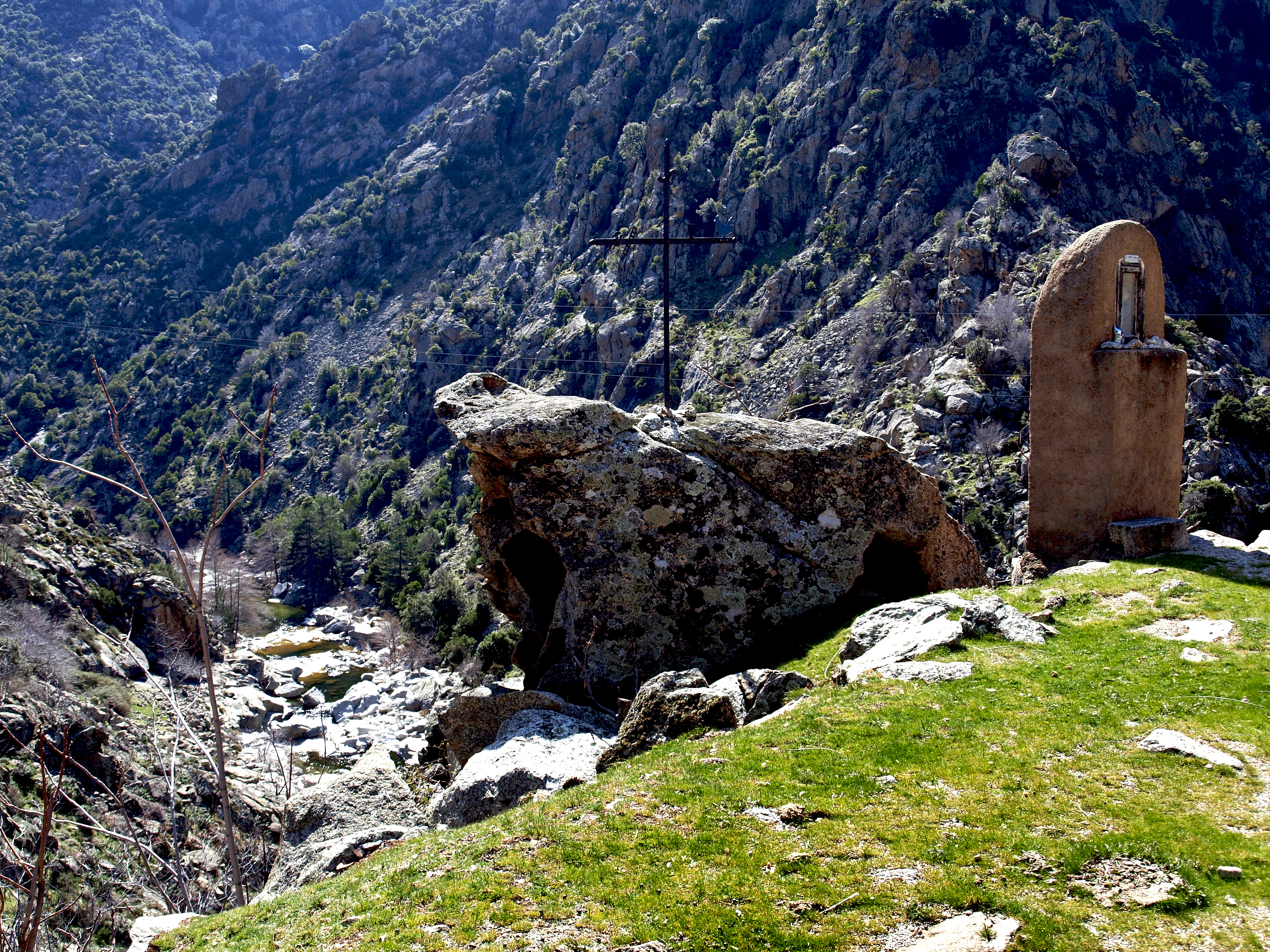
Oratoire Santa Regina.

Sur l'itinéraire de la route D 84, au lieu-dit Santa Regina à l'entrée du défilé de la Scala di Santa Regina, se trouve un oratoire dédié à la Vierge.

#### Autres patrimoines religieux
- Chapelle Saint-Jean-Baptiste d'Annunziata.
- Chapelle Santa-Regina, située dans les gorges, d'architecture romane. Elle est ruinée et transformée en bergerie.

### Patrimoine naturel

#### Corscia dans le P.N.R.C.
La commune de Corscia est adhérente au parc naturel régional de Corse, dans le « territoire de vie » appelé Niolu.

#### ZNIEFF
Corsica est concernée par six zones naturelles d'intérêt écologique, faunistique et floristique de 2e génération :
Crêtes et hauts versants asylvatiques du Monte Cinto
La ZNIEFF « Crêtes et hauts versants asylvatiques du Monte Cinto » est une vaste zone de 30 803 ha qui comprend l'ensemble du haut massif du Cinto au sens large.
Crêtes et hauts versants asylvatiques du Monte Rotondo
La ZNIEFF « Crêtes et hauts versants asylvatiques du Monte Rotondo » est une zone d'une superficie de 19 709 ha, située au cœur de la chaîne montagnarde de la Corse et constituée par les crêtes et les hauts versants du Massif du Rotondo.
Forêt d'altitude de Corscia-Calacuccia
« Forêt d'altitude de Corscia-Calacuccia » est le nom donné à la zone d'une superficie de 1 314 ha concernant 3 communes : Corscia, Calacuccia et Castirla, comprenant les versants boisés qui couvrent l'ubac de la vallée du Golo, au-dessus du barrage de Corscia et de la Scala di Santa Regina.
Gorges de Scala di Santa Regina
Les « Gorges de Scala di Santa Regina » sont un défilé rocheux situé entre Ponte-Castirla et Corscia, et reliant le sillon central de l'île à la microrégion du Niolo qui couvre une superficie de 1 860 ha.
Gorges et forêt du Tavignano
Les « Gorges et forêt du Tavignano » sont une zone concernant cinq communes de la haute vallée du Tavignano, en amont de Corte, couvrant une superficie de 3 190 ha.
Pelouses sommitales du Monte Cinto
La ZNIEFF « Pelouses sommitales du Monte Cinto » est une zone concernant cinq communes (Albertacce, Asco, Manso, Corscia et Lozzi), couvrant une superficie de 169 ha, limitée à l'arête culminale du Cinto, orientée nord-est, sud-ouest, entre 2 300 et 2 710 mètres d'altitude. Elle comprend d'ouest en est les sommets suivants : Punta Minuta, qui domine le cirque de Trimbolaccia, le Capu Rossu, le Capu Larghia, la Punta Crucetta, la Pointe des Éboulis, le Monte Cinto et le Capu a u Verdatu. C'est un secteur constitué d'éboulis et de blocs de rochers avec çà et là des pelouses rases. Les conditions climatiques y sont extrêmes avec un enneigement prolongé qui persiste souvent huit à neuf mois, et des névés permanents aux ubacs.

### Personnalités liées à la commune
- Ambroise Acquaviva, conseiller général du Niolo, grand résistant pendant la guerre 1939-1945, était à bord du Casabianca comme chef télégraphiste, a participé à la libération de l'île.
- Raphael Acquaviva, neurochirurgien professeur de médecine, directeur des hôpitaux de Marseille, Casablanca (MAROC), officier de la légion d'honneur.
- Sauveur Costa. Il aurait chanté l'hymne corse Dio vi salvi Regina la première fois à Costa (Corscia).
- Jean Vitus Grimaldi.(1805 1864).